# Venezuelai labdarúgó-szövetség
Venezuelai labdarúgó-szövetség (spanyolul: Federación Venezolana de Futból).

## Történelme
A szervezetet 1926-ban alapították. A Nemzetközi Labdarúgó-szövetségnek (FIFA) és a Dél-amerikai Labdarúgó-szövetségnek (CONMEBOL) 1952-től tagja. Fő feladata a nemzetközi kapcsolatokon kívül, a  Venezuelai labdarúgó-válogatott férfi és női ágának, a korosztályos válogatottak illetve a nemzeti bajnokság szervezése, irányítása. A működést biztosító bizottságai közül a Játékvezető Bizottság (JB) felelős a játékvezetők utánpótlásáért, elméleti (teszt) és cooper (fizikai) képzéséért.

## A szövetség elnökei
- Juan Jones Parra (1925–1939)
- Julio Bustamante (1939–1945)
- Luis Guillermo Blanck (1945–1951)
- Tulio Salgado Ayala (1951)

- Asdrúbal Olivares Sosa (1969–1973)
- René Henmer Colmenares (1974–1979)
- Adrián Toledo Herrera (1979–1981)

- José Vidal Douglas (1985)
- René Henmer Colmenares (1986–1987)
- Rafael Esquivel (1987–2015)
- Laureano González (2016–2020)
- Jesús Berardinelli (2020)[1]